# Święta Paulina
Święta Paulina – wspominana jest w martyrologiach razem z męczennikiem Artemiuszem i Kandydą. Pochodziła z Grecji, ale mieszkała w Rzymie. Była poganką, podczas gdy jej mąż Hadrias przyjął chrzest bez jej wiedzy. Wkrótce potem na chrześcijaństwo przeszła także Paulina. Już jako chrześcijanie zostali wydani przez zdrajcę i postawieni przed sądem. Paulina zginęła pierwsza od uderzeń bicza zakończonego ołowiem. Idąc za starożytnymi spisami męczenników i najstarszymi martyrologiami, począwszy od Martyrologium Hieronima, podaje się, że męczeństwo to miało miejsce w 303 roku za panowania cesarza Dioklecjana. Źródłami naszych szczupłych wiadomości o świętej Paulinie męczennicy są zatem starożytne martyrologie, w których jej imię figuruje pod datą 6 czerwca. Znajduje się również w innych księgach liturgicznych. Mamy także wiarygodne świadectwa wczesnego kultu, związanego z jej grobem w Rzymie przy Via Aurelia. Od VII wieku do jej grobu odbywały się pielgrzymki. Jest patronką ludzi chorych oraz m.in. miasta Ołomuńca. Paulina wymieniana była w martyrologiach pod dniem 6 czerwca.